# Adrian Leites
Adrian Leites, vollständiger Name Adrián Eloys Leites López, (* 8. Februar 1992 in Montevideo) ist ein uruguayischer Fußballspieler.

## Karriere
Der nach Angaben seines Vereins 1,79 Meter große, „Kambay“ genannte Mittelfeldakteur Leites gehörte bereits im Jahr 2005 der Jugendabteilung des Club Atlético Cerro an. 2011 wechselte er zum Centro Atlético Fénix. Ab 2012 stand er bei Boston River unter Vertrag. Bei Boston River stand er auch im Jahr 2013 während der Saison 2012/13 im Kader der in der Segunda División spielenden Mannschaft. Dort erzielte er am 23. März 2013 in der Partie des 14. Spieltags gegen den Club Atlético Atenas seinen einzigen Saisontreffer. In der Spielzeit 2013/14 spielte er erneut für den Club Atlético Cerro. Bis zum Abschluss der Clausura kam er dort in drei Erstligapartien zum Einsatz (kein Tor). In der Apertura 2014 absolvierte er eine Partie (kein Tor) in der höchsten uruguayischen Spielklasse. Im Februar 2015 schloss er sich auf Leihbasis dem Zweitligisten Villa Teresa an und trug mit 13 Zweitligaeinsätzen und zwei Toren zum Aufstieg am Saisonende bei. Mitte September 2015 wechselte er zum Zweitligisten Rampla Juniors. In der Spielzeit 2015/16 wurde er dort in 18 Zweitligapartien (sechs Tore) eingesetzt.